# Catrijper Nok

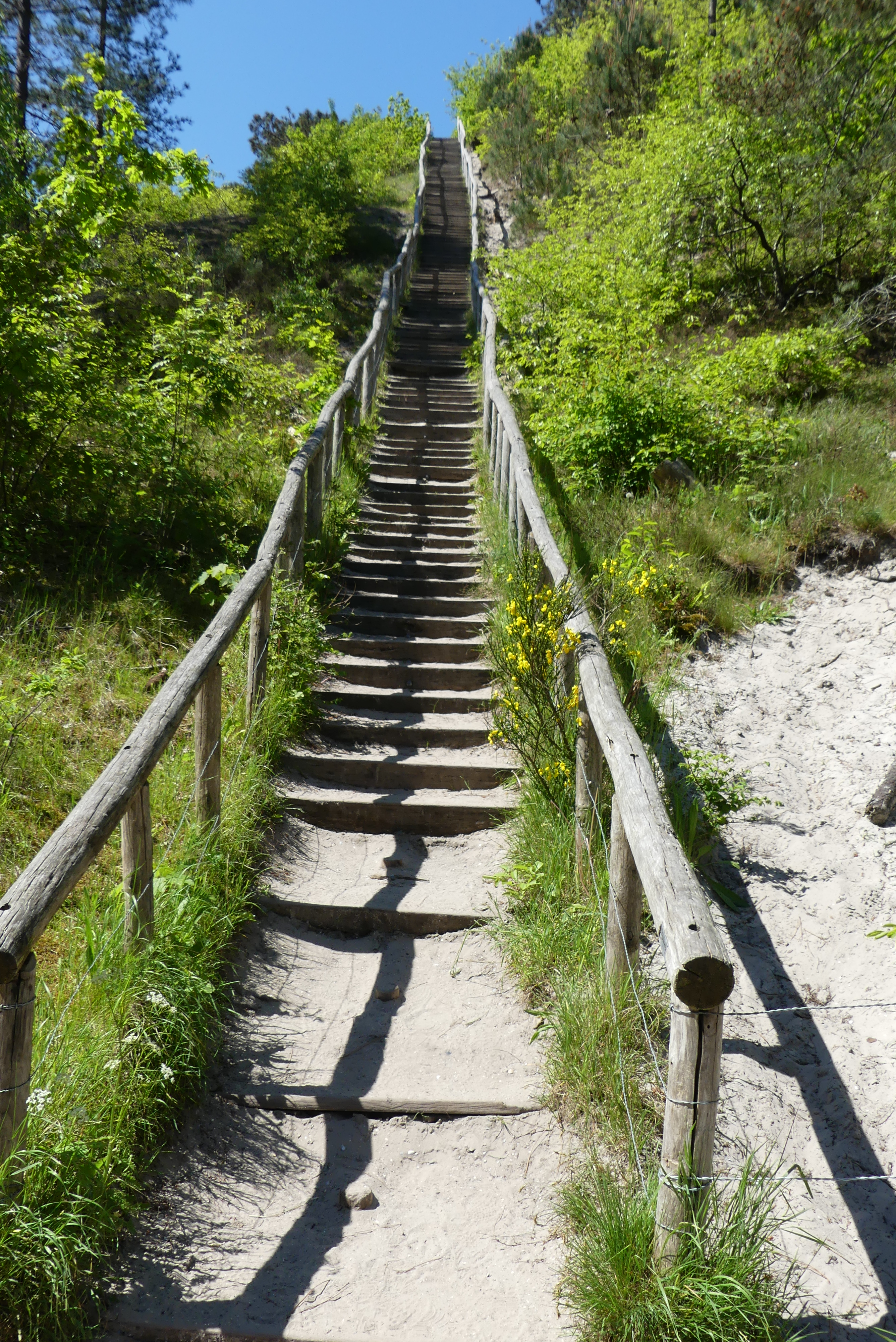
Het onderste gedeelte van de trap die naar de top van de duin leidt.

De Catrijper Nok is een duintop van 55,4 meter hoog in de Noord-Hollandse gemeente Bergen. Het is het hoogste punt van de provincie Noord-Holland, het hoogste punt van de streek Holland en het hoogste duin van Nederland.

## Trap
In 2021 was de toekomst van de 249 treden tellende trap naar de top van de Catrijper Nok nog onzeker. De trap is echter zo populair onder hardlopers en wandelaars dat een crowdfunding binnen drie dagen de beoogde 38.000 euro opbracht.
De trap, die gelijk staat aan het beklimmen van 13 verdiepingen, wordt door verschillende top-atleten gebruikt. Recordhouder bij de mannen is Owen Westerhout met een tijd van 16,30, bij de dames staat het record van 20,20 op naam van Lisanne de Witte.